# الصمة الأصغر
الصمة الأصغر الجشمي شاعر وفارس جاهلي وأحد فتاك العرب في الجاهلية من هوازن، أحد قادات حرب الفجار وسيد بني جشم بن معاوية، له قصة عجيبة مع فاتك آخر من دهاة الجاهلية، نظمها أبنه الفارس الشهير دريد بن الصمة شعرا، وأسم الصمة معاوية بن الحارث

## نسبه
- هو : « معاوية الأصغر بن الحارث بن معاوية الأكبر بن بكر بن علقمة[1] وقيل علقة[4] بن جداعة [1] بن غزية بن جشم بن معاوية[5] [2] [6] بن بكر بن هوازن بن منصور بن عكرمة بن خصفة بن قيس عيلان بن مضر بن نزار بن معد بن عدنان.»
- وقيل جشم بن سعد[7] [8] بن بكر بن هوازن.

## تسميته
يمتلك معاوية وأخوه مالك لقب (الصمة) ولكن مالك هو الأكبر والأذهاء والأقوى فكان يسمى (الصمة الأكبر) بينما معاوية كان يسمى (الصمة الأصغر) وكلهما فارسً وشاعرً وأما دريد فهو أبن الصمة الأصغر وليس الأكبر فهو أبن معاوية وكانت العرب تقول عنهما (الصمتين) لتشملهم فهم من أسياد بنو جشم، وقال شعراء بني جشم
أحجاج إنهما صمتان وإنك للصمة الأكبر

## الفتاكة
وأما معنى الفتك فلها مثال: أتى الحارث بن ظالم المري الغطفاني إلى أبي الخريف عبيد بن نشبة المري الغطفاني فقال له: «علمني الفتاكة». فقال: «إذا هممت فافعل» فأعاد الحارث فعله فقال له أبو الخريف قوله الأول. فأعاد عليه الحارث القول ثالثة فشد عليه أبو الخريف بالسيف ليضربه. فقال له الحارث: «ما هذا؟»، فقال أبو الخريف: «هذا الفتك هممت بضربك».

## قصته مع ثمامة السلمي
وأما ثمامة فهو أحد فتاك العرب ايضًا فله قصة مع الصمة وهي: أن معاوية بن الحارث الجشمي وثمامة كان أدهى العرب وأشدها نفسا وأشجعها.وكان يغزو على رجليه ويشترط لمن غزا معه انى لا أعصيك إذا امرتني ولا تعصيني إذا أمرتك ". فكان لا يغزو معه أحد فيرجع حتى يقتل فمكث يغزو وحده ثم إن معاوية بن الحارث الجشمي أحد بني جشم ابن سعد خرج حتى اتى ثمامة في منزله فقال: " انى أريد الغزو معك ".فقال: " اما انه قد حان غزوي. ولكن الغزو معي شديد فهل لك في خير من ذلك؟ " قال: " وما هو؟ " قال: " أعطيك قطعة من مالي تغنيك وترجع إلى أهلك ". قال: " من هذا فررت ولكني اخرج معك في غزوك ". قال: " انه من خرج / معي لم يعصني في شئ آمره به وان كانت هلكته فيه. ولم أعصه في شئ وان كانت هلكتي فيه ". قال: " فذاك لك. " فخرجا على أرجلهما حتى سلكا في بلاد بجيلة فأصبحا ذات يوم في بعض أرضهم، فدخلا في غار ليمسيا وينطلقا.
فبينا هما في ذلك الغار إذا هما برجل موف على قرن جبل ينادى بغوثه. فقال أحدهما لصاحبه: " أتراه علم بمكاننا " وجعل الناس يثوبون إليه حتى كثروا عنده وهما ينظران ويسمعان. حتى إذا رضى بمن اجتمع إليه قال: " الا تسمعون؟ انى قد قفوت اثر رجلين جازا الوادي البارحة وقد ظننت انه اثر ثمامة بن المستنير وصاحب له. فاحذروا على أنفكسم ومواشيكم ولا تسرحن ماشية الا ومعها ناس.ولا يخرجن رجل وحده حتى تأمنوا هذا الخبيث ويخرج من بلادكم. " ثم انصرف وانصرف الناس فقال ثمامة لصاحبه: " هل رأيت رجلا أثبت بصرا ولا أحزم وصية من هذا؟ " قال: " ما رأيت مثله. " قال: " فانطلق فأتني به. " قال: " ما هذا؟ وكيف آتيك به؟ فوالله ما في العرب مثله. " فقال ثمامة: " هو ذاك ما بد من أن تأتيني به. ولو بدأت فأمرتني ان آتيك بن لجئت به أو مت دونه. " فخرج معاوية من الغار وأخذ سيفه. فانطلق حتى إذا كاد يطلع على الحي دفن سيفه وراء قفارة تحول بينه وبين الحي. ثم أقبل يمشى يتخلل البيوت ويسأل عن بيت سيدهم، ويدلونه حتى انتهى إلى الرجل المتكلم بما تكلم به نفسه فجلس إليه / فقال: " انا رجل من جهينة من قضاعة.ومعي أب شيخ كبير وأم لي عجوز وأخت. ومعنا مال نا. وقد أردنا الجوار فيكم. فأجرنا. " قال: قد أجرتكم. قال: " فاجعل لي حرمة بك. " فقدم إليه تمرا. فأكل منه ثم قال له: " ان أبى لا يصدقني ولا تطمئن نفسه إلى قولي. فهل لك ان تنطلق معي إليه فيراك؟ " قال: افعل.فانطلق معه. حتى إذا توارى بالقفارة ابتحث السيف ثم قال، " والله لأضربن به رأسك أو لتنطلق حيث امضى بك ". فخرج به يسوقه حتى صار به إلى الغار فقال: " فدخل معه فأجلسه إلى جنب ثمامة فقال: " دونك ". فقال الرجل البجلي: " وأنت ثمامة؟ " قال: " نعم انا ثمامة ". قال: أراني احذر الناس منك ووقعت في يدك!
قال ثمامة: «إفد نفسك». قال: «نعم لكما سبعون ناقة». قال:
«فأعطنا عهدا لتجمعنها إلى أن نمر بك راجعين وأعطنا أمانا عليك حتى نخرج من بلدك وأمانا حين نرجع إليك». قال: «لكما بذلك الله.» فخرجا فمضيا لوجههما فأصابا مالا ثم رجعا فمرا على البجلي فأخذا منه سبعين ناقة فخرجا يسوقان ذلك كله. وأقبل حراضة بن الحارث الجشمي أخو معاوية بن الحارث الذي مع ثمامة من أهله حتى تضيف أهل ثمامة. فسألهم عن أخيه فقالوا: «خرج مع ثمامة.ولا والله! ما خرج معه أحدا الا قتل». فأمهل حتى إذا امسى عدا على أخي ثمامة فقتله وانطلق. وأقبل ثمامة وصاحبه يسوقان غنيمتهما حتى إذا دخلا في بلاد بني سليم قال ثمامة لمعاوية:
«أمنت الآن. فسق الإبل متئدا». وجلس ثمامة على ناقة من الإبل / فقدم على أهله. فلما رأوه قاموا يبكون فقال: «ما شأنكم؟» قالوا: قتل أخو الجشمي الذي معك أخاك وقصوا عليه القصة.فقال: «اسكتوا ولا يخرجن من الحي أحد». وكر راجعا حتى طلع على صاحبه الجشمي وهو في الإبل وهو يريد ان يقتله فلما رآه الجشمي قال: «مكانك لا تقدم ما شأنك؟ وما الذي ردك؟» قال:«قدمت الحي فوجدتهم سالمين وخشيت ان يسفه عليك سفيه من الحي فأقبلت إليك لنكون معا قال لا والله ما هذا ردك وقد خرجت من عندي بوجه ورجعت بغيره. وما يعلم الله انك تدنوا إلى الا على امر صدق اعرفه.» قال: «لا كذب قتل أخوك أخي» قال «فجئت لتقتلني. اعطني عهدا وتقرب حتى تقضى إلى واقضى إليك». فتعاهدا ثم دنوا. فاقتسما الإبل بأمان حتى يخرج الجشمي من بلادهم ويلحق ببلده فلما اقتسما قال له ثمامة: «هل ترى الناقة التي في إبلك التي ضربها الفحل أمس؟ أنت آمن منى حتى تضع ما في بطنها.» وخرج الجشمي يسوق إبله حتى قدم على أخيه فعاب عليه ما صنع.وأقاما حتى إذا رأى الناقة تولد قال لأخيه: «يا حراضة ثمامة والله في رأيي ينر إلى هذه الناقة الساعة.وقد كان أمان بيني وبينه إلى أن تضع وقد تحين ثمامة ولاد الناقة».فخرج ثمامة هو وأخ له حتى نزلا من الوادي قريبا فهما ينظران.فلما امسى الجشمي وأخوه تحارسا فنام معاوية أول الليل وحرسه حراضة فلم يمكث حراضة الا قليلا حتى نام وذلك بعين ثمامة فقال ثمامة لأخيه «أثبت مكانك» واقبل ثمامة يمشى رويدا حتى مر بحراضة وهو نائم فدخل إلى الخباء فضرب معاوية بالسيف في وسطه ثم كر سريعا إلى أخيه فقال «اركب فقد قتلت الرجل.» وقال معاوية لأخيه حراضة حين اصابه السيف: «اسع في الوادي ودعني» فخرج يسعى. وأخذ معاوية سيفه فدنا من باب الخباء ورجا ان يرجع ثمامة ثانية. فقال أخو ثمامة حين رأى حراضة يسعى في الوادي: «والله ما أراك قتلت الرجل أرى أخاه يسعى في الوادي يريد ان يستغيث. وأراك جرحت الرجل فكر عليه فإنك الا تكن قتلته فقد أثبته فذفف عليه» فكر ثمامة وقد جلس معاوية بحشاشته. ومعه السيف رجاء رجوع ثمامة فلما دخل ثمامة إلى الخباء ضربه معاوية فصرعه فقال ثمامة:«أخوك نؤمة وأخي لؤمة. اجر لي أخي ومر قومك يدفنوني وإياك في قبر واحد» فقال دريد بن الصمة الجشمي يذكر ذلك:
لعمرك ما آسى حراض ابن أمه على النصف من شطر الكلاءة قائم
تطاول حرب الليل عن قدر ظنه فنام وهذا آمن الفتك نائم
فيا خطة راثت عليك ونى لها ثمامة يرعاها على السيف
جاثم يدب إليه السبع يختل ظله وفى كفه صافي الحديدة صارم
فأمكن حد السيف مرجع خصمه وكر يسادي الخطو والشخص قائم
فآب إلى جيب نصيح فلامه ومن سرر الجيب النصيح الملاوم 

## غزوه لبني زبيد
أغار معاوية بن الحارث على بني زبيد من مذحج وكانت معركة كبيرة في قيس، فاستاق أموالهم وفيه سبيت ريحانة بنت معد بن يكرب (أخت عمرو بن معد يكرب) وأنهزمت زُبيد بين يديه وتزوج ريحانة وأنجب منها الفارس دريد بن الصمة وأخوته

## وفاته
إختلطت المصادر حول مقتل الصمة على قولين الأول هو: قتلت بنو يربوع من تميم الصمة الأصغر أبا دريد غدراً، وأسروا ابن عم له فغزاهم دريد ببني نصر بن معاوية فأوقع ببني يربوع وأحدث بهم انتقام لأبيه. والرواية الثانية فيوردها في أثناء الحديث عن حروب الفجار تقول أن كان في آخر أيام حرب الفجار انتهاء الحرب والصلح، ولكن رفض وهب بن معتب صلح قيس عيلان فذهب ومعه هوازن على كنانة وكان معه مالك بن عوف والصمة وغيره من القادات ضد كنانة رفضًا للصلح وفي ذلك أتى منها كوارث وهي قتل حزام بن خويلد وأحيحة بن أبي أحيحة ومعمر بن حبيب الجمحي وجرح حرب بن أمية وقتل من هوازن الصمة قتله جعفر بن الأحنف، ولم تثبت كلها ولكن الثانية أقرب.